# Sudan IV
Sudan IV este un compus organic, un colorant azoic de culoare roșie, derivat de la 2-naftol.